# S Scuti
S Scuti är en pulserande variabel av halvregelbunden typ (SRB) i stjärnbilden Skölden.
Stjärnan varierar mellan visuell magnitud +6,6 och 7,3 med en period av 149,7 dygn.